# Tredje skiftet
Tredje skiftet (originaltitel: Third Watch) är en amerikansk TV-serie som startade 1999 och avslutades 2005. Serien handlar om brandmän, poliser och ambulanspersonal i New York, USA.
Serien fick en Peabody Award bland annat för avsnittet "In Their Own Words" i säsong 3 som innehöll riktiga klipp och intervjuer med poliser och brandmän som var med i räddningsinsatserna efter 11 september-attackerna. Många av skådespelarna i serien blev nominerade till olika TV-priser, bland annat blev Nia Long tilldelad flera NAACP Image Awards för sin roll som den afro-amerikanska karaktären Sasha Monroe. Själva serien blev även nominerad till flera Primetime Emmy Awards där den bland annat vann "Outstanding Sound Editing for a Series" år 2000.

## Rollista i urval
- Jason Wiles - Maurice "Bosco" Boscorelli
- Coby Bell - Tyrone "Ty" Davis, Jr.
- Molly Price - Faith Yokas
- Anthony Ruivivar - Carlos Nieto
- Skipp Sudduth - John "Sully" Sullivan
- Michael Beach - Monte "Doc" Parker (1999-2004)
- Bobby Cannavale - Roberto "Bobby" Caffey (1999-2001)
- Eddie Cibrian - James "Jimmy" Doherty (1999-2004)
- Kim Raver - Kimberly "Kim" Zambrano (1999-2004)
- Amy Carlson - Alexandra "Alex" Taylor (2000-2003)
- Tia Texada - Maritza Cruz (2002-2005)
- Nia Long - Sasha Monroe (2003-2005)
- Cara Buono - Grace Foster (2004-2005)
- Josh Stewart - Brendan Finney (2004-2005)